# Noah Cadiou
Noah Cadiou (Lilla, 26 ottobre 1998) è un calciatore francese di origini guadalupensi, centrocampista del Lorient e della nazionale guadalupense.

## Carriera

### Club
Cadiou è cresciuto nell'Olympique Marcquois, con cui ha debuttato in Championnat National 3. Nel 2019 è passato al Boulogne ed il 23 agosto ha debuttato in Championnat National nell'incontro vinto 2-1 contro il Concarneau. Nel 2021 ha cambiato nuovamente squadra firmando con il Red Star, dove è rimasto per due stagioni.
Il 15 giugno 2023 ha firmato con il Quevilly-Rouen ed il 26 agosto ha esordito in Ligue 2 nella partita pareggiata 0-0 contro il Laval. Titolare per tutta la stagione, in seguito alla retrocessione del club in terza divisione ha giocato i primi incontri della stagione successiva per poi passare a titolo definitivo al Rodez, in seconda divisione.

### Nazionale
Ha debuttato con la nazionale guadalupense il l'11 ottobre 2024 nell'incontro di CONCACAF Nations League perso 1-0 contro la Martinica.

## Statistiche
Statistiche aggiornate al 5 gennaio 2025.

### Presenze e reti nei club
| Stagione        | Squadra             | Campionato      | Campionato | Campionato | Coppe nazionali | Coppe nazionali | Coppe nazionali | Coppe continentali | Coppe continentali | Coppe continentali | Altre coppe | Altre coppe | Altre coppe | Totale | Totale | Totale |
| Stagione        | Squadra             | Comp            | Pres       | Reti       | Comp            | Pres            | Reti            | Comp               | Pres               | Reti               | Comp        | Pres        | Reti        | Pres   | Reti   |        |
| --------------- | ------------------- | --------------- | ---------- | ---------- | --------------- | --------------- | --------------- | ------------------ | ------------------ | ------------------ | ----------- | ----------- | ----------- | ------ | ------ | ------ |
| 2018-2019       | Olympique Marcquois | N3              | 25         | 0          | CF              | 1               | 0               | -                  | -                  | -                  | -           | -           | -           | 26     | 0      |        |
| 2019-2020       | Boulogne 2          | N3              | 5          | 0          | -               | -               | -               | -                  | -                  | -                  | -           | -           | -           | 5      | 0      |        |
| 2019-2020       | Boulogne            | N               | 15         | 3          | CF              | 1               | 0               | -                  | -                  | -                  | -           | -           | -           | 16     | 3      |        |
| 2020-2021       | Boulogne            | N               | 27         | 1          | CF              | 3               | 0               | -                  | -                  | -                  | -           | -           | -           | 30     | 1      |        |
| Totale Boulogne | Totale Boulogne     | Totale Boulogne | 42         | 4          |                 | 4               | 0               |                    | -                  | -                  |             | -           | -           | 46     | 4      |        |
| 2021-2022       | Red Star            | N               | 19         | 0          | CF              | 3               | 0               | -                  | -                  | -                  | -           | -           | -           | 22     | 0      |        |
| 2022-2023       | Red Star            | N               | 22         | 2          | CF              | 0               | 0               | -                  | -                  | -                  | -           | -           | -           | 22     | 2      |        |
| Totale Red Star | Totale Red Star     | Totale Red Star | 41         | 2          |                 | 3               | 0               |                    | -                  | -                  |             | -           | -           | 44     | 2      |        |
| 2023-2024       | Quevilly-Rouen      | L2              | 35         | 1          | CF              | 2               | 0               | -                  | -                  | -                  | -           | -           | -           | 37     | 1      |        |
| ago. 2024       | Quevilly-Rouen      | N               | 2          | 1          | CF              | 0               | 0               | -                  | -                  | -                  | -           | -           | -           | 2      | 1      |        |
| Totale Quevilly | Totale Quevilly     | Totale Quevilly | 37         | 2          |                 | 2               | 0               |                    | -                  | -                  |             | -           | -           | 39     | 2      |        |
| 2024-2025       | Rodez               | L2              | 14         | 2          | CF              | 1               | 0               | -                  | -                  | -                  | -           | -           | -           | 15     | 2      |        |
| Totale carriera | Totale carriera     | Totale carriera | 164        | 10         |                 | 11              | 0               |                    | -                  | -                  |             | -           | -           | 175    | 10     |        |

### Cronologia presenze e reti in nazionale
| Cronologia completa delle presenze e delle reti in nazionale ― Guadalupa | Cronologia completa delle presenze e delle reti in nazionale ― Guadalupa | Cronologia completa delle presenze e delle reti in nazionale ― Guadalupa | Cronologia completa delle presenze e delle reti in nazionale ― Guadalupa | Cronologia completa delle presenze e delle reti in nazionale ― Guadalupa | Cronologia completa delle presenze e delle reti in nazionale ― Guadalupa | Cronologia completa delle presenze e delle reti in nazionale ― Guadalupa | Cronologia completa delle presenze e delle reti in nazionale ― Guadalupa |
| Data                                                                     | Città                                                                    | In casa                                                                  | Risultato                                                                | Ospiti                                                                   | Competizione                                                             | Reti                                                                     | Note                                                                     |
| ------------------------------------------------------------------------ | ------------------------------------------------------------------------ | ------------------------------------------------------------------------ | ------------------------------------------------------------------------ | ------------------------------------------------------------------------ | ------------------------------------------------------------------------ | ------------------------------------------------------------------------ | ------------------------------------------------------------------------ |
| 11-10-2024                                                               | Le Gosier                                                                | Guadalupa                                                                | 0 – 1                                                                    | Martinica                                                                | CONCACAF Nations League 2024-2025 - 1º turno                             | -                                                                        |                                                                          |
| 21-3-2025                                                                | Le Gosier                                                                | Guadalupa                                                                | 1 – 0                                                                    | Nicaragua                                                                | Qual. Gold Cup 2025                                                      | -                                                                        |                                                                          |
| 25-3-2025                                                                | Managua                                                                  | Nicaragua                                                                | 0 – 1                                                                    | Guadalupa                                                                | Qual. Gold Cup 2025                                                      | -                                                                        |                                                                          |
| 16-6-2025                                                                | Carson                                                                   | Panama                                                                   | 5 – 2                                                                    | Guadalupa                                                                | Gold Cup 2025 - 1° turno                                                 | -                                                                        |                                                                          |
| Totale                                                                   |                                                                          | Presenze                                                                 | 4                                                                        |                                                                          | Reti                                                                     | 0                                                                        |                                                                          |